# Vojska Mletačke Republike
Vojna povijest Mletačke Republike započela je nedugo nakon njezina osnutka, obuhvaćajući razdoblje od 9. stoljeća i rata s Franačkom Italijom (Francia Media) kralja Pipina, sina Karla Velikog, do Napoleonove invazije i pada Republike u 18. stoljeću.

## Povijest
Venecija je po prvi put postala velika vojna sila u 13. stoljeću tijekom Četvrtog križarskog rata, gdje su mletačke trupe sudjelovale u uspješnoj opsadi i osvajanju Zadra i Konstantinopola, zauzevši golema područja Dalmacije i Grčke i bogati ratni plijen.
Kasnije u stoljeću, Venecija je započela više ratova s Republikom Genovom i nizom njezinih saveznika za prevlast u Sredozemnom moru, u isto vrijeme, uspon Milana uvukao je Veneciju u Talijanske ratove iz kojih će Venecija izači kao vladar sjeveroistočne Italije.
Početkom 15. stoljeća Venecija konačno konsolidira svoju vlast u Dalmaciji sa središtem u Zadru, te postaje vladar Jadranskog mora.
S usponom Osmanskog Carstva, Venecija je uvučena u razdoblje konstanog rata, te gubi uporišta u Moreji. Međutim, nastavila je voditi pomorske ratove protiv Osmanlija, koji su kulminirali gubitkom Cipra ali i pobjedom u bitci kod Lepanta.
Početkom 17. stoljeća dolazi do rata protiv Austrije zbog uskočkih gusara. U drugoj polovici 17. stoljeća, daljnje osmanske težnje da zauzmu Kretu uzrokovale su još jedno produženo razdoblje ratovanja, poznato kao Kandijski rat. Nakon dvadesetogodišnje opsade Kandije uslijedilo je njezino sudjelovanje u Velikom turskom ratu, gdje je Republika nakratko povratila Moreju.

## Organizacija
Sve do početka 15. stoljeća mletačka moć bila je isključivo pomorska, tako da je cjelokupna vojna organizacija države bila usredotočena na flotu i s njom povezane korpuse pješaštva: Arsenalotti (radnici arsenala), Schiavoni (mornarička pješadija novačena u Dalmaciji) i Fanti da Mar (mornarička pješadija novačena u Veneciji). Ovoj  jezgri bila je zatim dodan konjički zbor koji su dali pomorski posjedi: Stradioti i Sfaxioti iz Grčke i Kapeleti odnosno Crovati iz Dalmacije.
Veći dio vojske čini domaće stanovništvo koje je imalo obvezu sudjelovati barem u obrani Terraferme, odnosno kopnenih posjeda i zaleđa Venecije. U slučaju najveće opasnosti svaki muškarac u dobi od 17 do 60 bio je dužan nositi oružje. Kako je Venecija bila aristokratska republika, tako su i vojsku predvodili aristokrati i plemići, a institucija koja je brinula o svim ratnim poslovima činilo je 20 ljudi i nazivala se Savii (tal.mudraci).
Tijekom srednjeg vijeka, vojska je bila je sastavljena od sljedećih elemenata:
- Forza ordinaria (obična sila), veslači sastavljeni od građana grada Venecije; u njoj su bili obvezni služiti svi od 20 do 70 godina. Međutim, uglavnom je samo dvanaestina bila aktivna.
- Forza sussidiaria (sporedna sila), vojna sila izvučena iz prekomorskih posjeda Venecije.
- Forza straordinaria (izvanredna sila), plaćenički dio vojske; Mletačke su galije zapošljavale tridesetak plaćenika samostreličara. Usponom scutagea postao je dominantan element mletačke vojske.

Organizacija i struktura učinile su mletačku vojsku snažnijom od svih talijanskih vojski u srednjem vijeku, vojska se djelila na mornaricu i kopnenu vojsku. Tijekom cijelog postojanja Republike, mornarica će zadržati primat između ove dvije službe.
U 16. stoljeću lokalne su milicije organizirane u sustav Černida (Cernida) i stvorena je mala stalna mirnodopska snaga profesionalnih vojnika, koja će biti pojačana plaćenicima u ratnim uvjetima. Povećanje efikasnosti ručnog vatrenog oružja u 16. i 17. stoljeća, prouzrokovalo je napuštanje kompletnog oklopa u korist povećanja mobilnosti u cijeloj Europi. Ali su se oklopni prsluci i kacige još uvijek koristili tijekom čitavog 17. st., oklopi su nestali iz uporabe u 18. st., uglavnom zbog svoje cijene, ali i zbog svoje nedjelotvornosti protiv suvremenih oružja, i svoje težine.

### Visoki činovi mletačke vojske
Njaviši čin koji ikad dodjeljen nekom zapovjedniku bio je čin feldmaršala (Feldmaresciallo) koji je samo jednom bio dodijeljen pruskom vojskovođi Johannu Matthiasu von der Schulenburgu za herojsku obranu Krfa od turske vojske. Najviši regularni čin mletačke vojske bio je general-poručnik (Tenete Generale) usporediv s današnjim činom general pukovnika, u engelskom govornom području i dalje se koristi originalni naziv general poručnik tj. lieutenant general. Potom su bila 4 general-narednika (Sargenete Generale) zadužena za 4 operativna područja Republike;
- Terraferma – Gradovi i njihove komune u Italiji u zaleđu Venecije
- Dalmazia – Zapadni mletački prekomorski posjedi (Dalmacija i Mletačka Albanija (Boka kotorska))
- Golfo – Venecijanski zaljev i Istra
- Levante – Istočni metački prekomorski posjedi (Kreta (Kraljevina Kandija), Moreja (Kraljevstvo Moreja) Jonski otoci i Krf)

Čin general-narednika odgovorao bi modernom činu generala bojnika. Ispod čina general-narednika bio je čin bojnika vojske (Sargente Maggiore di Battaglia) koji bi odgovarao modernom činu brigadira ili brigadnog generala. Uloga bojnika vojske bila je zapovjedanje više pukovnija grupiranih u borbenu skupinu nekad zvanu brigadu (brigata). Osim zapovjedanja borbenom skupinom, bojnik vojske bi bio i zapovjednik svoje pukovnije, tako da se radilo zapravo o najiskusnijem pukovniku na terenu. Svaki general narednik pod sobom je imao 2 do 4 bojnika vojske. Čin brigadira je kratko postojao jer se radilo o visokom časniku konjaništva koji je zapovjedao s više satnija konjanika. Nakon reorganizacije mletačke vojske krajem 17. stoljeća i uspostavom konjaničkih pukovnija, a samim time i konjaničkih pukovnika, čin se prestaje korsititi.
Početkom 18. stoljeća sustav pukovnija bio je čvrsto uspostavljen, na papiru organizacija mletačke pukovnije u osamnaestom stoljeću uključivala je 515 vojnika podijeljenih u 9 satnija prema sljedećem hijerarhijskom redu: pukovnik, potpukovnik, bojnik, ađutant (kapetan), šest kadeta, kapelan, kirurg (brijač), računovođa, oružar, puškar, artiđan, narednik bubanjar, šest kapetana i isto toliko poručnika, tri kapetan-poručnika, devet zastavnika i isto toliko narednika, osamnaest kaplara, šest svirača, devet bubnjara i 432 vojnika.
Glavna oznaka satnije, a kasnije i pukovnije bila je njen borbeni stjeg (bandira). Svakoj pukovnije bila su dodijeljena dva stjega, jedan se nalazio u pukovnikovoj, a drugi u potpukovnikovoj satniji. Svaka pukovnija imala je specijaliziran odred za predstavljanje stjega koji se sastojao od 36 vojnika, dva zastavnika, dva kaplara, narednika, bubnjara i svirača, pod zapovjedništvom kapetan-poručnika. Osim pukovnijskih zastava postojale su satnijske zastave, to su bile manje jednobojne zastave s ispletenim lavom s jedne strane, a oznakom pukovnije i satnije na drugoj. Stjeg pukovnikove satnije bio je strogo bijeli, dok su ostale satnije imale stjeg u boji.

### Mletačka Mornarica (Armada/Marineria Veneziana)
Mornarica Mletačke Republike koja je odigrala važnu ulogu u povijesti Republike i Sredozemlja. Bila je najznačajnija mornarica Sredozemlja kroz mnogobrojna stoljeća između srednjeg i ranog modernog vijeka. Mletačka mornarica osiguravala je Veneciji kontrolu i utjecaj nad trgovinom i politikom. Bila je to jedna od prvih mornarica koja je na brodove postavljala oružje s barutom, a kroz organizirani sustav mornaričkih pristaništa, oružarnica i |opskrbljivača uspjela je neprestano držati brodove na moru i brzo nadoknađivati gubitke.

### Mletačka Kopnena vojska (Esercito Veneziano)
S obzirom na malu populaciju Venecije, mletačka je vojska dobrim dijelom bila sastavljena od plaćenika (kao što su balkanski stradioti). Mletački plemići služili su kao zapovjednici u tim vojskama ili ih pratili kao predstavnici Republike, ali u većem dijelu kasnije mletačke povijesti, njihovi kapetani-generali obično su bili istaknuti plaćenički kapetani.
Tijekom osmansko-mletačkih ratova primat su obično držali zapovjednici mletačke mornarice, a vojne snage služile su bez razlike kao brodsko pješaštvo, na terenu ili kao garnizoni tvrđava. Tijekom ovih sukoba, mletačke snage uključile su i brojne savezničke snage iz drugih talijanskih država.
Tijekom 17. stoljeća Republika je unajmljivala strane pukovnije, obično iz Njemačke ili Švicarske za službu na temelju ugovora sa stranim prinčevima.
Podjela pukovnija bila je po mjestu novačenja;
- Italiani, mletačke pukovnije (reggimenti di fanteria italiana); (I)Veneto Reàl, II, III, IV, V, VI, VII, VIII, IX, X, XI, XII, XIII, XIV
- Presidiali, građanske pukovnije Teraferme; (XV) Padova, (XVI)Verona, (XVII) Brescia i (XVIII) Rovigo
- Oltramontani, pukovnije Švicaraca i Nijemaca; Salis, Muller, Stockar
- Oltramarini, jedanaest pukovnija mornaričkog pješaštva mletačke mornarice novačenih iz Dalmacije, Istre i Boke[5].

Odlukom senata 1715. sve pješačke pukovnije naoružane su mušketama. Mletačka vojna industrija nikada nije masovno proizvodila muškete, jedina dva poznata modela su "Tartagna" i "Gasperoni". Početkom druge polovice 18. stoljeća senat odlučuje da je kupovina austrijskih mušketa jeftinija i brža opcija.

## Arsenal
Mletački Arsenal (talijanski: Arsenale di Venezia) bio je kompleks državnih brodogradilišta, oružarnica i skladišta u Veneciji. Arsenal je bio temelj na kojem je počivala pomorska snaga Mletačke Republike. On je također bio prvi proizvodni pogon za masovnu proizvodnju, u kojem su upotrebljavljani standardizirani i zamjenjivi dijelovi.